# Extra Zigda
 (janvier 2025).
Si vous disposez d'ouvrages ou d'articles de référence ou si vous connaissez des sites web de qualité traitant du thème abordé ici, merci de compléter l'article en donnant les références utiles à sa vérifiabilité et en les liant à la section « Notes et références ».
Extra Zigda est une série télévisée française en 15 épisodes de 26 minutes, créée par Jean-François Porry et diffusée du 5 au 29 janvier 1998 sur M6.
La série est intégralement disponible sur la chaîne Youtube Génération Sitcoms depuis le 21 mars 2017.

## Synopsis
Cette série met en scène les mésaventures de Zigda, une fille au pair très spéciale venue de Finlande pour s'occuper des enfants de la famille Gauthier qui ont perdu leur maman (Magalie).
En réalité, Zigda est venue du futur, de la planète Gzantia à côté d'Alpha du Centaure. Elle a 522 ans et est venue sur Terre pour étudier les humains.
Dès qu'elle touche sa boucle d'oreille (en forme d'étoile avec une pierre rouge au centre), elle fait de la magie. Elle ne ressent ni le chaud ni le froid. Seul Bob et ses enfants sont au courant des pouvoirs de Zigda.

## Distribution
Acteurs principaux :
- Virginie Théron : Zigda
- Jean-Philippe Bèche : Bob Gauthier
- Émeline Drouin : Laurence Gauthier
- Morgan Vasner : Jonathan Gauthier
- Clémence La Fleurière : Karine Gauthier

Acteurs secondaires :
- Caroline Clerc : mamie Magda Gauthier (épisodes 2, 4-6, 8-15)
- Gérard Thirion : papy Thomas Gauthier (épisode 2, 4, 8, 11-12)

Les copains et les employeurs
- Alexandre Mansour : Gabi, un copain de Jonathan (épisode 1)
- Christine Reverho : Mme Jessica Binet (épisodes 3, 10)
- Martin Rougier : Sébastien, le petit copain de Laurence (épisode 5)
- Pascale Lievyn (sous le nom Lievyn) : Mlle Pérache, la prof de maths de Jonathan (épisode 9) (Mlle Milan dans L'un contre l'autre)

Invités :
- Hervé Jouval : le facteur (épisode 1) (David dans L'un contre l'autre)
- Thierry Buisson : le facteur (épisode 4) (il est principalement connu pour sa voix dans les doublages dont Thomas Anzenhofer dans Le Clown)
- Jean-Michel Dagory : Milou le clown devenu clochard (épisode 4)
- Anne Lacouvreur : l'Azalée (voix) (Antonella dans l'épisode 83 d'Hélène et les Garçons)
- Gérard Vives :  Monsieur Blanchard (épisodes 6, 7, 12, 14)
- Jean-François Pastout :  M du Peutier, le gérant du supermarché (épisodes 6, 7, 12, 14 et 15)
- Bruno Flender : Jimmy, le voleur (épisode 8) (Gédéon dans Hélène et les Garçons, Bruno dans Pour être libre)
- Arnaud Flaichez : Fred, le voleur (épisode 8) (Stéphane dans Les Années fac et Yannick dans sous le soleil)
- Michèle Bardollet : Mme Plantu, une copine de Magda (épisode 10) (plus connue par sa voix pour les doublures dont Barbra Streisand et Suzanne Somers)
- July Messean : la poupée Cherry (épisode 11) (Patricia/Isabelle dans Hélène et les garçons, Fabienne dans Le miracle de l'amour, Elodie dans Pour être libre, Sybil dans sous le soleil)
- Patrick Guerineau : la poupée Berny (épisode 11) (les vacances de l'amour, Sous le soleil)
- Michel Scotto di Carlo : Médor (épisode 14) (petits rôles dans les Nouvelles filles d'à côté, Les vacances de l'amour, puis Michel Minkowski dans Plus belle la vie)

## Épisodes
1. Arrivée
2. Un week-end en famille
3. Une découverte vitale
4. Les étrennes de monsieur Clochard
5. Le bal
6. L'azalée
7. Écrans magiques
8. Les cambrioleurs
9. La bosse des maths
10. Bob 2
11. Une drôle de poupée
12. Le grand-père de Zigda
13. La panne
14. Une drôle de vie de chien
15. Les noces de rubis